# Europa Plus
Europa Plus o Evropa Plyus (en ruso: Европа Плюс) es una emisora radiofónica de Rusia propiedad de la organización European Media Group con sede en Moscú y de Lagardère Active International.
La mayor parte de la programación es musical. Emite desde el 30 de abril de 1990, siendo de las primeras emisoras comerciales en emitir tras el denominado Telón de Acero.
Emite a nivel nacional e internacional en los estados postsoviéticos.